# 足利政知
足利政知（永享7年（1435年）－延德3年4月3日（1491年5月11日））是室町時代中期武将。初代堀越公方。足利茶茶丸及足利義澄（11代將軍）之父，室町幕府第6代將軍足利義教四子。母親為齋藤朝日，兄乃第7代將軍足利義勝、第8代將軍足利義政及足利義視。從三位、左兵衛督。法名勝瞳院九山。
初時為天龍寺香巖院主，長祿元年（1457年）還俗。兄長足利義政為對抗古河公方，應上杉氏之請，立政知為公方，代替鎌倉公方，得到關東諸將支持，並與欲於關東重振聲威的古河公方足利成氏爭戰。
政知疏遠關東管領上杉氏，依賴駿河今川氏。建立伊豆國堀越的居館，是為堀越公方。
結果保持在關東的政治影響力，文明14年（1482年），幕府與古河公方和解，政知又與成氏和好，確保伊豆為政知的領地。
延德3年（1491年）政知在伊豆病死。
及後，其子足利義澄於1493年在管領細川政元擁立成為將軍。  